# ハイトゲージ

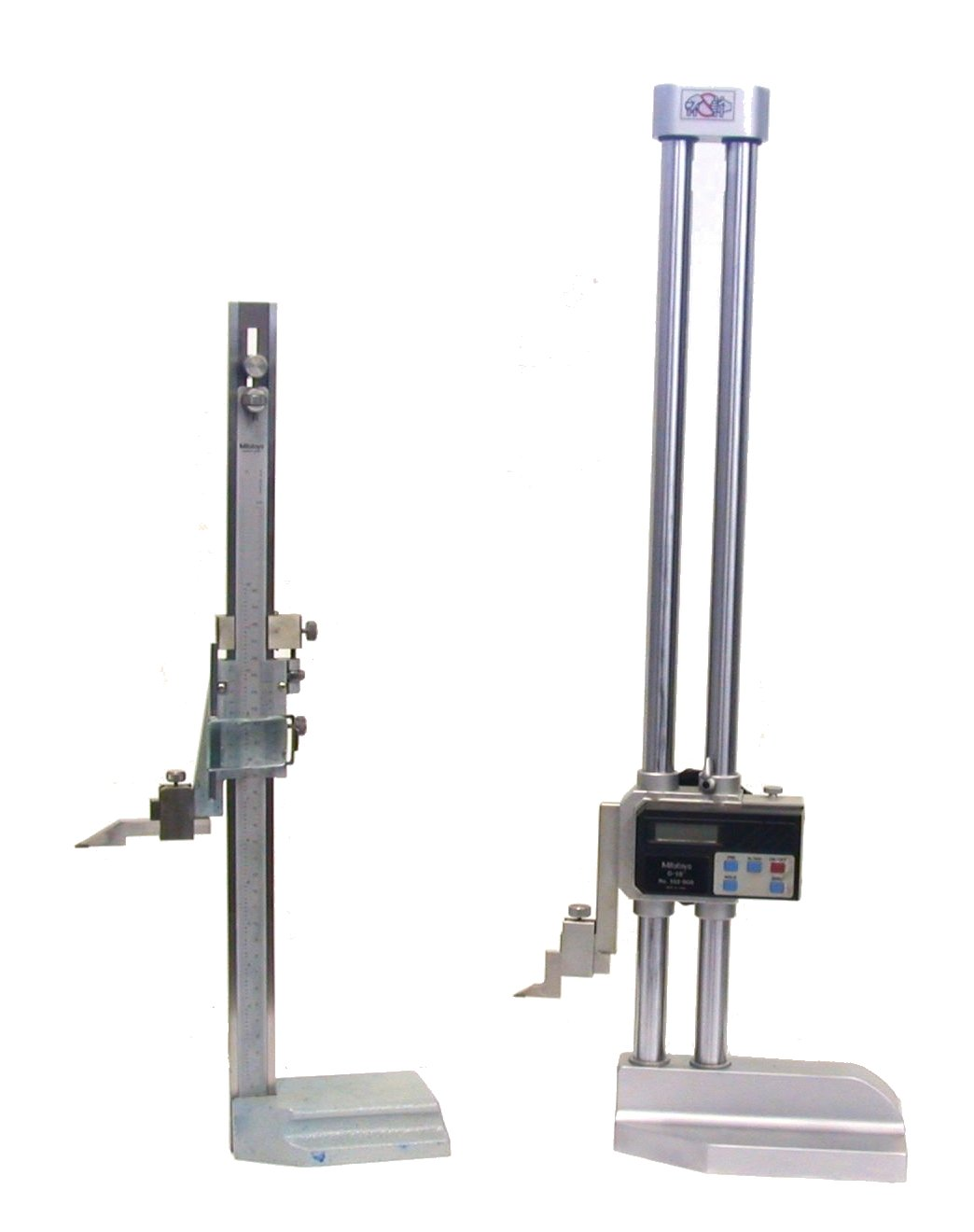
左はバーニヤハイトゲージ、右はデジタルハイトゲージ

ハイトゲージ（英: height gauge）とは、定盤の上で工作物の高さを測定する道具である。また、平行線を精密に罫書く（けがく）ためにも使われる。測定に使用する際は、場合により、ダイヤルゲージを取り付ける。
基本的な構造は、スケールを垂直に立て、これにバーニヤとトースカンの針を取り付けたものであり、バーニヤの目盛りの読み方はノギスと同様である。
ハイトゲージの種類として、目盛り部分がダイヤル付きとなっているものやデジタル式のものがある。